# Hypenagonia angulata
Hypenagonia angulata là một loài bướm đêm trong họ Erebidae.